# Sam Elliott
Sam Elliott, właśc. Samuel Pack Elliott (ur. 9 sierpnia 1944 w Sacramento) – amerykański aktor, scenarzysta, producent filmowy i telewizyjny.
Jego charakterystyczna, szczupła sylwetka, gęste wąsy, głęboki, dźwięczny głos i zachodnia namiętność sprawiły, że często występował jako kowboj i ranczer w produkcjach hollywoodzkich takich jak Zachodni szlak (1967), Butch Cassidy i Sundance Kid (1969), Gunsmoke (1972), Dziki i wolny (1987), Wykidajło (1989), Gettysburg (1993), Tombstone (1993) i Big Lebowski (1998).
Za rolę Bobby’ego Maine’a w dramacie muzycznym Narodziny gwiazdy (2018) był nominowany do Oscara dla najlepszego aktora drugoplanowego i Nagrody Gildii Aktorów Ekranowych za wybitny występ aktora w roli drugoplanowej.

## Życiorys

### Wczesne lata
Urodził się w Sacramento w Kalifornii jako syn Glynn Mamie Elliott (z domu Sparks; 1915–2011), instruktorki / nauczycielki wychowania fizycznego w szkole średniej, i Henry’ego Nelsona Elliotta (1911–1966), który pracował jako specjalista od zwalczania drapieżników w Departamencie Zasobów Wewnętrznych. Jego rodzice pochodzili z El Paso w Teksasie, a Elliott miał przodka, który służył jako chirurg w bitwie pod San Jacinto. Jego rodzina była pochodzenia angielskiego, szkockiego i irlandzkiego, a także miała korzenie szwajcarskie, holenderskie i szwedzkie.
Miał 13 lat, kiedy wraz z rodziną przeprowadził się do Portland w stanie Oregon, gdzie w 1962 ukończył szkołę średnią David Douglas High School. Przez dwa semestry studiował psychologię i język angielski w college’u na University of Oregon w Eugene, zanim zrezygnował. Powrócił do Portland i uczęszczał do Clark College w pobliskim Vancouver, w sąsiednim stanie Waszyngton, gdzie ukończył dwuletni program i został obsadzony jako Big Jule w przedstawieniu Faceci i laleczki. Lokalna gazeta „The Columbian” z Vancouver zasugerowała, że Elliott powinien być zawodowym aktorem. Po ukończeniu Clark College w 1965, ponownie zapisał się na University of Oregon i zobowiązał się do bractwa Sigma Alpha Epsilon. Zrezygnował ponownie przed ukończeniem studiów po tym, jak jego ojciec zmarł na atak serca. Mieszkał przez krótki czas w Princeton, w stanie Wirginia Zachodnia.

### Kariera
Pod koniec lat 60. Elliott przeniósł się do Los Angeles, aby rozpocząć karierę aktorską, od czego odwodził go jego ojciec. Dorabiał podczas studiów aktorskich na budowie i służył w United States Air Force – 146th Airlift Wing California Air National Guard (The Hollywood Guard) na lotnisku Van Nuys, zanim jednostka przeniosła się do stacji Air National Guard na Wyspach Normandzkich.
Elliott rozpoczął swoją karierę jako aktor charakterystyczny; jego wygląd, głos i postawa dobrze pasowały do westernów. W 1968 podpisał kontrakt z wytwórnią filmową 20th Century Fox. Grywał w serialach ABC: kryminalnym Felony Squad (1968–1969) z Howardem Duffem, fantastycznonaukowym Kraina Gigantów (Land of the Giants, 1969), policyjnym F.B.I. (1969) z Efremem Zimbalistem Jr. i sądowym Judd dla obrony (Judd for the Defense, 1969). Otrzymał epizodyczne role w seryjnym westernie CBS Lancer (1969–1970).
Wkrótce trafił na kinowy ekran w westernie Butch Cassidy i Sundance Kid (Butch Cassidy and the Sundance Kid, 1969), a na planie filmowym poznał swoją przyszłą żonę aktorkę Katharine Ross. Wspólnie zagrali również w horrorze Dziedzictwo (The Legacy, 1978), miniserialu NBC Morderstwo w Teksasie (Murder in Texas, 1981) z Farrah Fawcett, telewesternie CBS Jeźdźcy cienia (The Shadow riders, 1982) z główną rolą Toma Sellecka, teledramacie ABC Travis McGee (1983) i telewesternie TNT Conagher (1991), do którego wspólnie z żoną opracował scenariusz. W 1984 wzięli ślub. Mają córkę Cleo Rose (ur. 17 września 1984).
Wszechstronność swojego aktorstwa zademonstrował w serialu CBS Mission: Impossible (1970-71) jako dr Doug Lang, horrorze fantastycznonaukowym Żaby (Frogs, 1972) z Joan Van Ark oraz dramacie Petera Bogdanovicha Maska (Mask, 1985) u boku Cher i Erica Stoltza. W dramacie telewizyjnym ABC Śmierć w Kalifornii (A Death in California, 1985) opartym na prawdziwym wydarzeniu z Cheryl Ladd zagrał psychotycznego biznesmena, który zamordował narzeczonego swojej towarzyszki z Beverly Hills, a następnie ją zgwałcił i terroryzował, co doprowadziło do dziwacznego procesu.
Za rolę kowboja Conna Conaghera w telewizyjnym westernie TNT Conagher (1991) zdobył nominację do nagrody Złotego Globu. Kreacja Dzikiego Billa Hickoka w telewizyjnym westernie CBS Dziewczęta z prerii (Buffalo Girls, 1995) przyniosła mu nominację do nagrody Emmy i Złotego Globu. W dreszczowcu Ghost Rider (2007) u boku Nicolasa Cage’a i Bretta Cullena zagrał postać jeźdźca na emeryturze.
W 2011 przedstawił drużyny na Super Bowl XLV.

## Filmografia

### Filmy fabularne
| Rok  | film fabularny/serial TV                                          | Rola                           |
| ---- | ----------------------------------------------------------------- | ------------------------------ |
| 1967 | Zachodni szlak (The Way West)                                     | mieszczanin z Missouri         |
| 1969 | Butch Cassidy i Sundance Kid (Butch Cassidy and the Sundance Kid) | pokerzysta #2                  |
| 1970 | Gry (The Games)                                                   | Richie Robinson                |
| 1972 | Molly i Lawless John (Molly and Lawless John)                     | Johnny Lawler                  |
| 1972 | Żaby (Frogs)                                                      | Pickett Smith                  |
| 1976 | Ratownik (Lifeguard)                                              | Rick Carlson                   |
| 1978 | Dziedzictwo (The Legacy)                                          | Pete Danner                    |
| 1985 | Maska (Mask)                                                      | Gar                            |
| 1987 | Śmiercionośna ślicznotka (Fatal Beauty)                           | Mike Marshak                   |
| 1988 | Błękitny gliniarz (Shakedown)                                     | Richie Marks                   |
| 1989 | Wykidajło (Road House)                                            | Wade Garrett                   |
| 1989 | Renifer Świętego Mikołaja (Prancer)                               | John Riggs                     |
| 1990 | Siostrzyczki (Sibling Rivalry)                                    | Charles Turner Jr.             |
| 1991 | W matni (Rush)                                                    | Dodd                           |
| 1993 | Gettysburg                                                        | generał brygady John Buford    |
| 1993 | Tombstone                                                         | Virgil Earp                    |
| 1995 | Wersja ostateczna (The Final Cut)                                 | John Pierce                    |
| 1995 | Bandycki szlak (The Desperate Trail)                              | Szeryf Bill Speakes            |
| 1996 | Zły glina (Dog Watch)                                             | Charlie Falon                  |
| 1998 | Big Lebowski (The Big Lebowski)                                   | Nieznajomy                     |
| 1998 | Kraina Hi-Lo (The Hi-lo country)                                  | Jim Ed Love                    |
| 2000 | Ukryta prawda (The Contender)                                     | Kermit Newman                  |
| 2001 | Powstałaś z mojego żebra (Pretty when you cry)                    | detektyw Lukas Black           |
| 2002 | Byliśmy żołnierzami (We Were Soldiers)                            | starszy sierżant Basil Plumley |
| 2003 | Hulk                                                              | generał Ross                   |
| 2003 | Droga do szczęścia (Off the Map)                                  | Charley                        |
| 2005 | Dziękujemy za palenie (Thank You for Smoking)                     | Lorne Lutch                    |
| 2006 | Krowy na wypasie (Barnyard)                                       | Ben (głos)                     |
| 2006 | Alibi (The Alibi)                                                 | Mormon                         |
| 2007 | Złoty kompas (The Golden Compass)                                 | Lee Scoresby                   |
| 2007 | Ghost Rider                                                       | dozorca                        |
| 2009 | Słyszeliście o Morganach? (Did you hear about Morgans)            | Clay Wheeler                   |
| 2009 | W chmurach (Up in the Air)                                        | Maynard Finch                  |
| 2012 | Reguła milczenia (The Company You Keep)                           | Mac McLeod                     |
| 2015 | Dobry dinozaur (The Good Dinosaur)                                | Butch – Tyranozaur (głos)      |
| 2015 | Spotkajmy się we śnie (I’ll See You in My Dreams)                 | Bill                           |
| 2018 | Narodziny gwiazdy (A Star Is Born)                                | Bobby                          |

### Filmy TV
- 1970: Wyzwanie (The Challenge) jako Bryant
- 1971: Atak na Wayne (Assault on the Wayne) jako Ensign William ‘Bill’ Sandover
- 1973: Błękitny rycerz (The Blue Knight) jako detektyw Charlie Bronski
- 1974: Evel Knievel jako Evel Knievel
- 1975: Będę walczyć nie na zawsze (I Will Fight No More Forever) jako kapitan Wood
- 1979: Rodzina Sackettów (The Sacketts) jako Tell Sackett
- 1980: Dzikie czasy (Wild Times) jako pułkownik Hugh Cardiff/Hugh Smith
- 1981: Morderstwo w Teksasie (Murder in Texas) jako dr John Hill
- 1982: Jeźdźcy cienia (The Shadow Riders) jako Dal Traven
- 1983: Travis McGee jako Travis McGee
- 1985: Śmierć w Kalifornii (A Death in California) jako D. Jordan Williams
- 1986: Houston: Legenda Teksasu (Houston: The Legend of Texas) jako Sam Houston
- 1986: Błękitny opal (The Blue Lightning) jako Harry Wingate
- 1987: Dziki i wolny (The Quick and the Dead) jako Con Vallian
- 1991: Conagher jako Conn Conagher
- 1993: Przybysz (Fugitive Nights: Danger in the Desert) jako Lyn Cutter
- 1995: Blue River jako Henry Howland
- 1995]: Strażnik, kucharz i dziura w niebie (The Ranger, The Cook and a Hole In the Sky) jako Bill Bell
- 1995: Dziewczęta z prerii (Buffalo Girls) jako Dziki Bill Hickok
- 1996: Próba uczuć (Woman Undone) jako Ross Bishop
- 1997: Śmiałkowie (Rough Riders) jako kapitan Bucky O’Neil
- 1998: Texarkana
- 1999: Wiesz kim jestem (You Know My Name) jako Bill Tilghman
- 2000: Ocalić Nowy Jork (Fail Safe) jako kongresmen Raskob
- 2006: Mściciel (Avenger) jako Calvin Dexter

### Seriale
- 1968: Felony Squad jako dyżurny / Jack
- 1969: FBI (The F.B.I.) jako SAC Kendall Lisbon
- 1969: Felony Squad jako Marine Leader
- 1969: Lancer jako Canopus
- 1969: Ziemia gigantów (Land of the Giants) jako Martin Reed
- 1970: Świat orlicy (Bracken’s World) jako Todd Skinner
- 1970: Lancer jako kowboj
- 1970–1971: Mission: Impossible jako Doug Robert
- 1972: Oddział Mod (The Mod Squad) jako Rick Price
- 1972: Strzały w Dodge City (Gunsmoke) jako Cory Soames
- 1973: Hawkins jako Luther Wilkes
- 1973: Mannix jako Bill Saunders
- 1974: Ulice San Francisco (The Streets of San Francisco) jako Ken Johnson
- 1974: Hawaii Five-O jako Jack Houston
- 1974: Łowca (The Manhunter) jako Will Gantry
- 1974: Doc Elliot jako Lee Barrows
- 1975: Sierżant Anderson (Police Woman) jako Michael Gregory
- 1976–1977: Kiedyś pewien orzeł (Once an Eagle) jako Sam Damon
- 1977: Aspen jako Tom Keating
- 1983–1984: Yellow Rose (The Yellow Rose) jako Chance McKenzie
- 2016–2020: Ranczo (The Ranch) jako Beau Bennett
- 2021–2022: 1883 jako Shea Brennan